# Hum na Sutli
Hum na Sutli – wieś w Chorwacji, w żupanii krapińsko-zagorskiej, w gminie Hum na Sutli. W 2011 roku liczyła 1096 mieszkańców.